# Pieve del Grappa
Pieve del Grappa (Pieve in veneto) è un comune italiano di 6 645 abitanti della provincia di Treviso in Veneto.
È stato istituito il 30 gennaio 2019 mediante la fusione dei comuni di Crespano del Grappa e Paderno del Grappa. Quest'ultimo comprendeva anche la frazione Fietta.

## Geografia fisica
Collocato all'estremità nord-occidentale della provincia, il comune è costituito da due zone: a nord l'area montuosa del massiccio del Grappa e a sud la fascia pedemontana in cui sorgono i centri abitati.
La zona a sud è in buona parte pianeggiante, anche se mostra una certa pendenza con le altitudini che aumentano gradualmente muovendosi verso le Prealpi. Specialmente nel tratto tra Fietta e Paderno, si caratterizza per la presenza di modesti rilievi collinari (le cosiddette "motte").
L'area del Grappa è costituita dalle pendici centro-meridionali del massiccio (solcate da varie valli come la val Corpon, la valle della Madonna e la valle di San Liberale) fino alla cima (1775 m s.l.m.); vi sono compresi anche alcuni rilievi orientali del gruppo, in particolare il monte Boccaor (1532 m), il monte Meatte (1598 m) e cima della Mandria (1482 m). Una parte del territorio si estende sul versante nord-orientale, includendo la parte superiore della val delle Mure, della val di Archeson e della val di Archeset, le quali scendono verso la valle del Piave.
I corsi d'acqua sono tutti torrenti che nascono dal massiccio del Grappa e, anche quando entrano in pianura, rimangono incassati in avvallamenti. Il principale è il Lastego, affluente del Musone: nasce in prossimità di cima Grappa, scende attraverso la valle di San Liberale e tocca le tre frazioni prima di entrare in comune di Fonte.

## Origini del nome
Ancora in fase costitutiva, le amministrazioni di Crespano e Paderno, basandosi sugli esiti di un sondaggio popolare, avevano scelto come denominazione del nuovo comune "Montegrappa". Questa scelta suscitò la contrarietà degli enti limitrofi, che ritenevano inopportuno utilizzare il nome del monte Grappa per indicare uno solo dei comuni che lo comprendevano, senza contare la confusione generata dal fatto che molti di essi portano la specifica "del Grappa" nella denominazione ufficiale.
Quali alternative, furono presentate ai commissari le denominazioni che, dopo "Montegrappa", avevano avuto maggior riscontro nel sondaggio: "Pieve del Grappa" e "Pedemonte del Grappa"; venne preferita la prima.

## Storia
Il 17 dicembre 2018 si è tenuto il referendum consultivo in cui la maggioranza dei residenti votanti si è espressa favorevolmente alla fusione. A Crespano ha aderito al "sì" il 78,3%, sebbene l'affluenza sia stata molto bassa (33,8%); maggiore la partecipazione a Paderno (49,8%), anche se la fusione ha convinto una percentuale più bassa, il 57,7%.
Dato l'esito della consultazione, è stata emessa la L.R. 24 gennaio 2019, n. 2 Istituzione del nuovo Comune denominato "Pieve del Grappa" mediante fusione dei Comuni di Crespano del Grappa e Paderno del Grappa della provincia di Treviso, pubblicata sul BUR della Regione Veneto il 29 gennaio.

### Simboli

Bandiera

Lo stemma, il gonfalone e la bandiera del comune di Pieve del Grappa sono stati concessi con decreto del presidente della Repubblica del 14 luglio 2020.
Vi è rappresentato il sacrario militare di Cima Grappa, assieme al leone di San Marco, ripreso dallo stemma di Crespano, e le rose già presenti in quello di Paderno.
Il gonfalone è un drappo troncato di azzurro e di rosso.
La bandiera è un drappo troncato d’azzurro e di rosso, caricato dello stemma comunale.

## Monumenti e luoghi d'interesse

### Architetture religiose

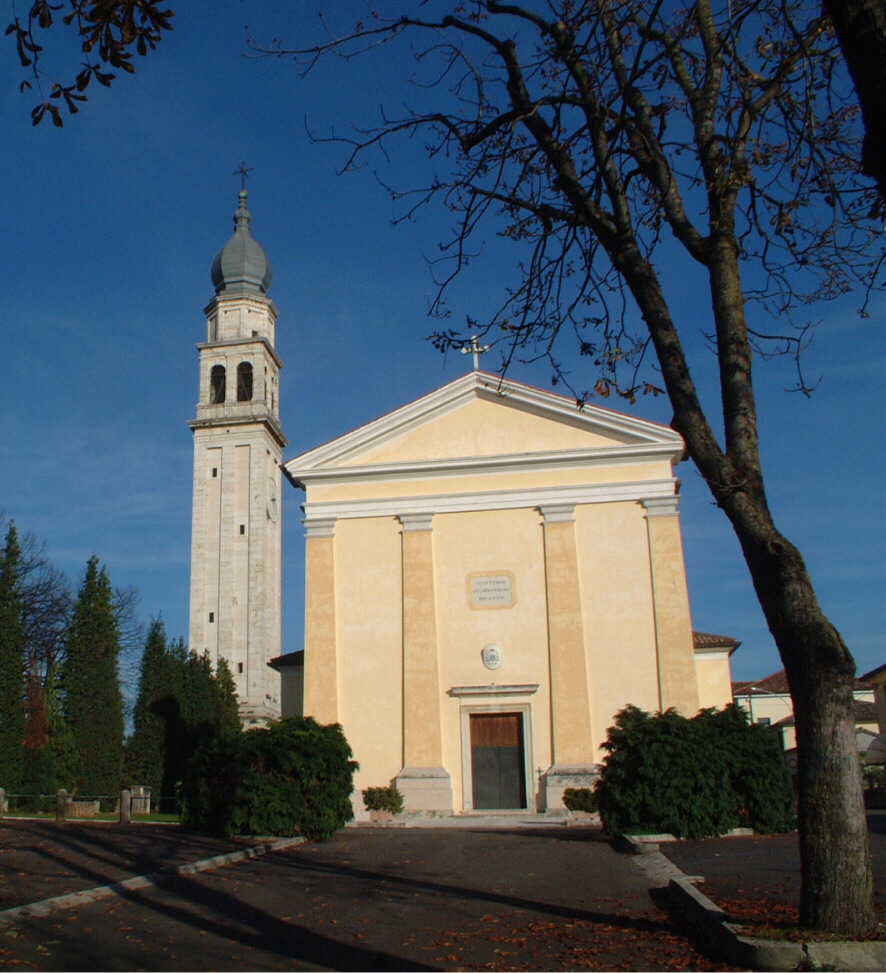
La parrocchiale di Paderno del Grappa

Duomo di CrespanoIl duomo di Crespano del Grappa, imponente edificio neoclassico, è sede di un vicariato della diocesi di Padova
Parrocchiale di PadernoLa chiesa parrocchiale di Paderno è dedicata all'Annunciazione e risale alla fine del XVII secolo.

## Società

### Evoluzione demografica
Abitanti censiti

### Etnie e minoranze straniere
Al 31 dicembre 2023 gli stranieri residenti nel comune erano 692, pari al 10,4% della popolazione. Le nazionalità più rappresentate erano:
- Romania 148
- Macedonia del Nord 121
- Marocco 107
- Senegal 50
- Kosovo 47

## Cultura

### Istruzione
Nel comune è presente l’istituto Filippin costruito nel 1924 a Paderno del Grappa. Si tratta di  un'istituzione scolastica primaria, secondaria di primo grado e secondo grado di una certa rilevanza internazionale. Dal 1958 la direzione è stata assunta dalla  Congregazione dei Fratelli delle Scuole Cristiane, che ne hanno accresciuto l’offerta formativa.

### Aree naturali
- Da Via Valderoa alla Chiesa di Sant'Andrea a Pieve del Grappa:   una passeggiata tra i boschi ai piedi del Massiccio del Grappa, passando anche per il sentiero degli Ezzelini, per raggiungere la Chiesa di Sant'Andrea nella frazione di Fietta, le cui prime testimonianze di questo luogo di culto risalgono all'anno 1070. La visita può proseguire al Giardino Vegetazionale Astego[14] un parco botanico di prim'ordine che racchiude gli ambienti tipici di questo lato di montagna veneta, per ripercorrere il Massiccio del Grappa dalla vetta fino alle pendici.[15]

### Religione
Il comune di Pieve del Grappa è diviso tra le diocesi di Padova e di Treviso: il territorio dell'ex comune di Crespano del Grappa (con la sola parrocchia di Crespano) è compreso nella prima, quello di Paderno del Grappa (con le parrocchie di Paderno e Fietta) nella seconda.

## Infrastrutture e trasporti
All'altezza di Pederobba dalla Feltrina si dirama la strada "Valcavasia" che collega il paese a Possagno e infine a Bassano del Grappa. Pieve del Grappa è collegata al centro di Montebelluna dalla linea n.191-192 di autobus della MOM: Montebelluna-Pederobba-Cavaso-Maser-Montebelluna.